# ويليام إتش ديفيز
ويليام إتش ديفيز هو محامي كندي، ولد في 2 يونيو 1931 في تشيليواك في كندا، وتوفي بنفس المكان في 3 يونيو 2017.